# Mas d'en Coll (Folgueroles)
El Mas d'en Coll és una masia de Folgueroles (Osona) inclosa a l'Inventari del Patrimoni Arquitectònic de Catalunya.

## Descripció
Es tracta d'un edifici civil. La masia és orientada al Nord-est. Està formada per un cos principal a la part esquerra del qual sobresurt una torre de planta quadrada, en la qual s'endevinen uns antics merlets tapiats i diverses espitlleres. L'edifici està cobert a dues aigües, la part dreta és més extensa que l'esquerra.
A pocs metres de la casa hi ha un mur que conduïa a la casa mitjançant un arc de mig punt recentment enderrocat, el mur continua, assenyalant la construcció d'un cobert i d'un graner. La masia consta de planta baixa, dos pisos i golfes.
El material constructiu originari és la pedra i la fusta, més tard s'hi afegiren murs de tàpia i de maó. L'edifici està ple d'afegitons. A l'interior de la casa es conserven restes de basaments i fusts d'arcs gòtics. A la part baixa de la casa, en un recinte actualment convertit en corts es conserven arcs diafragmàtics.

## Història
El mas d'en Coll era una antiga casa o "domus" del Coll, que el 18 d'agost de 1306 el prior Guillem de Sant Llorenç de Munt va comprar a Francesc de Santvicenç per 2.900 sous barcelonins. Aquesta propietat havia estat cedida al cavaller F. S. per Sibil·la Coll, filla de Bernat de Montalegre i Agneta Coll. Aquestes propietats s'estenien: a la part de llevant, l'actual collet de Collsameda, a migdia el torrent que va a Folgueroles, a ponent un alou de Santa Maria de Ripoll i a tramuntana el camí que conduïa de la masia Croses, avui desapareguda, a l'església de Folgueroles. Aquesta masia és propietat del senyor Rocafiguera de Vic, des del segle xv. Al segle xviii va adoptar la tipologia actual, obrint-hi finestres.